# 故郡村
故郡村是河北省中部的一个村庄，隶属石家庄市行唐县南桥镇。
史书记载“始皇二十六年（前221年），分天下为三十六郡，割真定地置南行唐县，治所在今故郡村，属钜鹿郡。二世元年（前209年）武臣立为赵王，属赵。”
村中经济主要以农业为主。盛产小麦、玉米和水稻。
村中主要姓氏为付姓和贾姓，其它还有于、赵、王、郝等姓氏。